# حي الحمراء
حي الحمراء وكان اسم الحي المباركية, وهو إحدى الأحياء السكنية الراقية في مدينة الدمام, بالمنطقة الشرقية من المملكة العربية السعودية. يقع الحي في الجهة الشرقية الشمالية لمدينة الدمام على واجهة الدمام البحرية وهو على شكل شبه جزيرة يحده الكورنيش من ثلاث جهات الشمال والشرق والغرب وفي نهاية الجهة الشمالية للحي تقع جزيرة المرجان السياحية الشهيرة وكان الحي لوقت قريب مشهور بحي المباركية نسبة لصاحب المخطط رجل الأعمال المعروف مبارك الحساوي وشرع البناء فيه مع افتتاح كورنيش الدمام في عام 1410 هجري 1990 ميلادي. ويتميز الحي بموقعه الفريد إذ يمكن من خلاله الاستمتاع بساحل مياه الخليج العربي ومشاهدة ميناء رأس تنورة الميناء الرئيسي لتصدير النفط السعودي للخارج، وكذلك ميناء الملك عبد العزيز من الجهة الأخرى ورؤية مدينتي سيهات والقطيف وجزيرة تاروت.

## الموقع
بالقرب من الحي تقع عدد من المراكز التجارية الكبيرة منها مارينا مول وعدة بنوك وفندق الشيراتون والمدن الترفيهية. وحي الحمراء من الأحياء الراقية والحديثة في الدمام وتتوفر فيه جميع الخدمات ويوجد داخله مقار حكومية مثل إدارة مكافحة المخدرات والعديد من المراكز التجارية والشقق المفروشة والفنادق والمقاهي والمستوصفات ويقطن الحي تشكيلة متنوعة من الشعب السعودي من جميع المناطق من الشرقية والوسطى والغربية والجنوب. ومن جميع التيارات الثقافية والفكرية والمذهبية إذ يسكن في الحي أعضاء مجلس الشورى وعلماء دين ورجال أعمال وكتاب ومفكرون وفنانون معروفون.

## أحداث
وعلى مدى ثلاثة أيام تقف أجهزة الأمن على حصار خلية إرهابية في أحد أحياء الدمام حي المباركية في منزل مكون من دبلكس في وسط الحي السكني ومما جعل العملية صعبة حرص أجهزة الأمن على سلامة المواطنين وممتلكاتهم وتشديد الخناق على الإرهابيين المتحصنين في المنزل والذين من المتوقع أن يفقدوا الماء و الطعام وكذلك الذخيرة التي يستخدمونها في المقاومة وقد شددت قوات الأمن من قصفها للموقع بأعيرة نارية ثقيلة من نوع الهاون المحمول على إحدى سيارات الجيش.

## وصلات خارجية
- موقع مركز حي الحمراء بالدمام نسخة محفوظة 20 أغسطس 2010 على موقع واي باك مشين.